# Basílica Hilariana

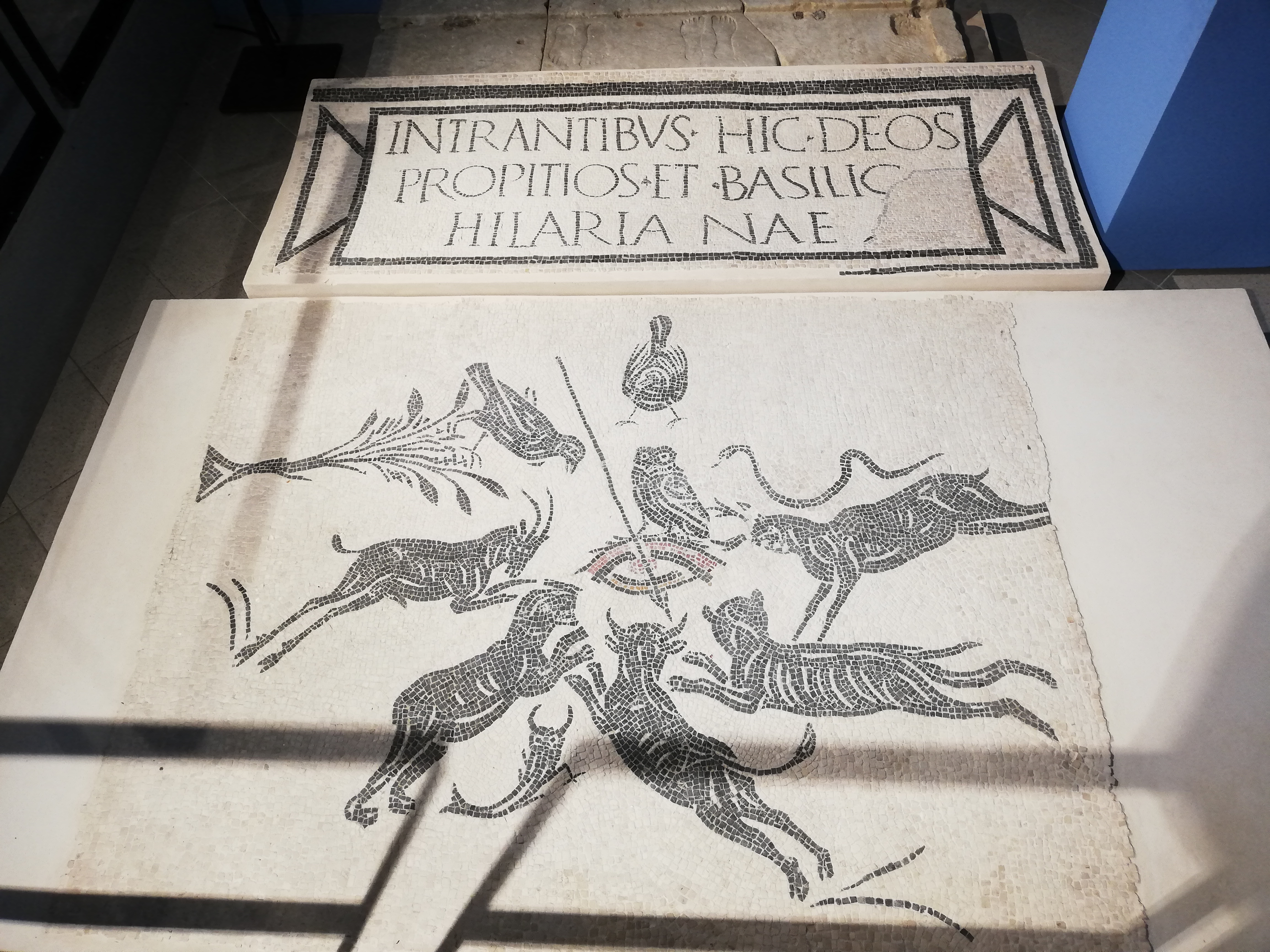
Mosaico da Basílica Hilariana

Basílica Hilariana (em latim: Basilica Hilariana) é uma antiga basílica romana que ficava localizada onde hoje está o pátio interno do Ospedale Militare del Celio, no rione Celio, no Largo della Sanità.

## História
O complexo da basílica já havia sido identificado em parte em 1889, foi escavado em grande escala entre 1987 e 1989 e só foi completamente revelado em 1997, durante as obras de re-estruturação do hospital. A basílica, que remonta ao período antonino (século II), foi identificada como sendo um local de culto a Cibele e Átis e como sede da colégio dos "dendróforos" (em latim: Collegium dendrophorum Matris deum magnae et Attidis), nome pelo qual eram conhecidos os funcionários que transportavam troncos de árvore em rios, que a utilizava também para seus serviços religiosos. Foi financiada e dedicada por um rico comerciante e magister vitalício do colégio chamado Mânio Publício Hilário, como revelam uma base com uma inscrição dedicatória a ele e um busto, provavelmente seu retrato, recuperado no interior.
A forma original era característica dos templos de colégios, conhecidos através dos diversos exemplos em Óstia Antiga e caracterizado por um pátio central em torno do qual ficavam dispostos os vários escritórios necessários para manter o colégio. À rua, que corria num nível mais alto em relação ao nível do piso da basílica, se chegava através de uma pequena escada no vestíbulo e pavimentado com um mosaico figurativo (atualmente no Antiquário Comunal do Célio), uma representação contra o infortúnio consistindo de algumas figuras de animais dispostas em torno de um olho humano perfurado por uma lança. No vaso quadrado que ficava neste pátio provavelmente ficava o pinheiro sagrado de Cibele ou de Átis (em latim: Arbor Sancta) e que era levado em procissão uma vez por ano pelos dendróforos em homenagem à divindade, um ritual que se acreditava propiciar a fertilidade e regeneração do ciclo da vida.
A basílica tinha um piso superior, do qual nada restou. O complexo foi extensivamente reformado no século III d.C., quando a vista do espaço do pátio (com um mosaico geométrico preto-e-branco) era restrita aos quartos que o ladeavam. Já a partir do século IV, quando o monumento provavelmente ainda era sede dos dendróforos, alguns recintos foram ocupados por oficinas de uma lavanderia-tinturaria. Estas últimas invadiram áreas do edifício (enquanto outras foram abandonadas) no século V, quando, com toda a probabilidade, o complexo foi confiscado dos dendróforos e seu uso foi proibido. O abandono definitivo ocorreu no século VI.
Como as ruínas ficam em uma área militar, é preciso autorização para visitar as ruínas.